# Deu Chucha na Zebra
A E. S. Deu Chucha na Zebra é uma escola de samba da cidade de Uruguaiana, foi fundada em 2 de fevereiro de 1979. 

## História
Sua antiga sede ficava no Bairro Bela Vista, na Rua Santana, mas por problemas com vizinhos, mudou-se para a Rua Monte Caseiros. Atualmente, sua sede fica na Rua Venâncio Aires, sendo carinhosamente conhecida como Curral da Zebra. Suas cores são preto e branco e o símbolo é uma Zebra.
Foi campeã do carnaval de Uruguaiana em 1980, 1999 e 2023. Em 2007, com o enredo: "Chucha desvendando os mistérios e as riquezas da Índia" ficou em quarto lugar no Grupo Principal, mesma posição do ano seguinte. Em 2009 com o enredo "Sou gaúcho firme e forte", ficou em quinto lugar.

## Segmentos

### Presidentes
| Nome            | Mandato           | Ref.        |
| --------------- | ----------------- | ----------- |
| Pedro dos Anjos | 2018 - atualidade | [ 1 ] [ 3 ] |

### Presidentes de Honra
| Nome          | Mandato        | Ref.        |
| ------------- | -------------- | ----------- |
| Daniel Falcão | ? - atualidade | [ 4 ] [ 3 ] |

### Diretores
| Ano  | Diretor de Carnaval  | Diretor geral de harmonia            | Mestre de bateria | Ref.  |
| ---- | -------------------- | ------------------------------------ | ----------------- | ----- |
| 2015 | Éverton Alves        | João Batista                         |                   | [ 5 ] |
| 2016 | Comissão de Carnaval | Júnior                               |                   | [ 3 ] |
| 2020 | Thiago Lepletier     | Guilherme Naressi e Marcelo Fagundes | Renatinho         | [ 6 ] |

### Coreógrafos
| Ano  | Nome          | Ref.  |
| ---- | ------------- | ----- |
| 2014 | Tica          |       |
| 2015 | Dalan Machado | [ 5 ] |
| 2020 | Darcy Pereira | [ 6 ] |

### Casal de Mestre-sala e Porta-bandeira
| Ano  | Nome                            | Ref.  |
| ---- | ------------------------------- | ----- |
| 2014 | João Boff e Cíntia Machado      |       |
| 2015 | Zé Roberto e Thais Romi         | [ 5 ] |
| 2020 | Julinho Nascimento e Rute Alves | [ 6 ] |

### Corte de Bateria
| Ano  | Rainha           | Madrinha | Ref.  |
| ---- | ---------------- | -------- | ----- |
| 2014 | Bruna Oliveira   |          |       |
| 2015 | Renata Rosângela |          | [ 5 ] |
| 2019 | Alice Alves      |          | [ 7 ] |

## Carnavais
| Ano                                   | Colocação   | Grupo    | Enredo | Carnavalesco                    | Intérprete       | Ref.                       |
| ------------------------------------- | ----------- | -------- | --- | ------------------------------- | ---------------- | -------------------------- |
| 1998                                  |             | 1º       | O Rio dos pássaros.                                                                                              |                                 |                  | [ 8 ]                      |
| 1999                                  | Campeã      | 1º       | O Brasil de lá prá cá.                                                                                           |                                 |                  | [ 9 ]                      |
| 2000                                  | Vice-campeã | 1º       | |                                 |                  | [ 10 ]                     |
| 2001                                  |             | 1º       | Deu Zebra na ilha de Parintins.                                                                                  |                                 |                  | [ 11 ]                     |
| 2002                                  | Vice-campeã | 1º       | Daniel Falcão, 89 anos, espírita, carnavalesco, anjo e fera.                                                     |                                 |                  | [ 12 ]                     |
| 2003                                  | 5º lugar    | 1º       | África, suas riquezas. Ontem, hoje e nunca mais?                                                                 |                                 |                  | [ 13 ]                     |
| 2004                                  | 4º lugar    | 1º       | Minha festa, meu sonho.                                                                                          |                                 |                  | [ 14 ]                     |
| 2005                                  | 4º lugar    | 1º       | Lendas e mistério do arco-íris no universo preto e branco.                                                       |                                 |                  | [ 15 ]                     |
| 2006                                  | 4º lugar    | 1º       | No gingado da Terra e o fascínio das quatro estações.                                                            |                                 |                  | [ 16 ]                     |
| 2007                                  | 4º lugar    | 1º       | Chucha desvendando os mistérios e as riquezas da Índia.                                                          |                                 |                  | [ 15 ]                     |
| 2008                                  | 4º lugar    | 1º       | Além do ar que respiro.                                                                                          |                                 |                  | [ 17 ]                     |
| 2009                                  | 5º lugar    | 1º       | Sou Gaúcho Firme e Forte                                                                                         |                                 | Diego Nicolau    | [ 18 ] [ 19 ]              |
| 2010                                  | 5º lugar    | 1º       | Alvorada: Amanhecer que Virou Samba                                                                              |                                 | Diego Nicolau    | [ 20 ]                     |
| 2011                                  | 7º lugar    | 1º       | N'Golo, A Dança da Zebra, Virou Capoeira?                                                                        |                                 | Diego Nicolau    | [ 21 ]                     |
| 2012                                  | 6º lugar    | 1º       | Deu Chucha na Zebra, na Essência do Samba                                                                        |                                 |                  | [ 22 ]                     |
| 2013                                  | 5º lugar    | Especial | Deu Chucha na Zebra Pelas Bandas da Vida                                                                         |                                 |                  | [ 23 ]                     |
| 2014                                  | 5º lugar    | Especial | Sucatas | Sílvia Acunha                   | Ciganerey        | [ 24 ]                     |
| 2015                                  | 5º lugar    | Especial | Vou Sonhar e Junto com a Zebra Voltar a ser Criança.                                                             | Leonardo Catta Preta            | Pixulé           | [ 5 ] [ 25 ] [ 26 ]        |
| 2016                                  | 5º lugar    | Especial | Um novo olhar | Comissão de Carnaval            | Pixulé           | [ 27 ] [ 3 ] [ 28 ]        |
| 2017                                  | 6º lugar    | Especial | Nos Palcos da Rua a Zebra é Artista da Vida                                                                      |                                 |                  | [ 29 ] [ 30 ]              |
| 2018                                  | Campeã      | Acesso   | Vista Sua Máscara, Coloque Sua Fantasia, Mas se Não Tiver.... Ah, Não Faz Mal, o Importante é Brincar o Carnaval |                                 |                  | [ 31 ] [ 32 ]              |
| 2019                                  | 6º lugar    | Especial | A Genialidade da Loucura                                                                                         |                                 | Pixulé           | [ 33 ]                     |
| 2020                                  | 4º lugar    | Especial | Abakepalô - A Nossa Aldeia Quilombo                                                                              | Sandro Gomes                    | Pixulé           | [ 34 ] [ 35 ] [ 6 ] [ 36 ] |
| Não ocorreram desfiles em 2021 e 2022 |             |          | |                                 |                  |                            |
| 2023                                  | Campeã      | Especial | Brasil Sertanejo                                                                                                 | Jeferson Lima                   | Evandro Malandro | [ 38 ] [ 39 ]              |
| 2024                                  | 5º lugar    | Especial | Toque os Tambores, O Povo tá em Festa                                                                            | Comissão de Carnaval            | Evandro Malandro | [ 40 ]                     |
| 2025                                  | 6º lugar    | Especial | Um Novo Amanhecer, uma História Vou Contar                                                                       | Plínio Santos e André Tabuquine | Evandro Malandro |                            |

## Títulos
- Campeã do Grupo 1: 1980,[1] 1999[1] e 2023[41]
- Campeão do Grupo de Acesso: 2018